# Championnat de Suisse de hockey sur glace 1916-1917
Saison précédente Saison suivante
La saison 1916-1917 est la 8e saison du championnat de Suisse de hockey sur glace. Elle se dispute en fait entre le 28 janvier 1917 et 11 février 1917,.

## Championnat national

### Qualification Est
Elle se joue le 28 janvier 1917, à Berne :
- HC Berne - Akademischer EHC Zürich

### Qualifications Ouest
Elles se déroulent le 3 février 1917, à Genève

#### Groupe 1
- Servette HC A - HC Caux 2-2
- CP Lausanne - HC Caux 4-2
- Servette HC A - CP Lausanne 7-1

| Clt   | Équipe        | PJ | V | D | N | BP | BC | Diff | Pts |
| ----- | ------------- | -- | - | - | - | -- | -- | ---- | --- |
| +001, | Servette HC A | 2  | 1 | 0 | 1 | 9  | 3  | +6   | 3   |
| +002, | CP Lausanne   | 2  | 1 | 1 | 0 | 5  | 9  | -4   | 2   |
| +003, | HC Caux       | 2  | 0 | 1 | 1 | 4  | 6  | -2   | 1   |

- En gras : qualifié pour la finale romande

#### Groupe 2
- HC Les Avants - Genève HC 6-0[1] (8-0 selon une autre source[2])
- HC Les Avants - Servette HC B 7-0
- Genève HC - Servette HC B 1-0

| Clt   | Équipe        | PJ | V | D | N | BP | BC | Diff | Pts |
| ----- | ------------- | -- | - | - | - | -- | -- | ---- | --- |
| +001, | HC Les Avants | 2  | 2 | 0 | 0 | 13 | 0  | +13  | 4   |
| +002, | Genève HC     | 2  | 1 | 1 | 0 | 1  | 6  | -5   | 2   |
| +003, | Servette HC B | 2  | 0 | 2 | 0 | 0  | 8  | -8   | 0   |

- En gras : qualifié pour la finale romande

#### Finale romande
- HC Les Avants - Servette HC A 3-4

### Finale
Elle se dispute le 11 février 1917, à Villars :
- HC Berne - Servette HC A 3-2

Le HC Berne remporte son 2e titre, le 2e consécutivement.

## Championnat international suisse
Ne limitant pas le nombre de joueurs étrangers, ce championnat, joué les 13 et 14 janvier 1917 à Villars-sur-Ollon, n'est pas pris en compte pour le palmarès actuel des champions de Suisse.

### Groupe I
- Servette HC A - HC Caux 6-3
- Servette HC A - Akademischer EHC Zürich 3-2
- Servette HC A - Servette HC B 5-0
- HC Caux - Servette HC B 5-0
- Akademischer EHC Zürich - HC Caux 3-0
- Servette HC B - Akademischer EHC Zürich 4-0

| Clt   | Équipe                      | PJ | V | D | N | BP | BC | Diff | Pts |
| ----- | --------------------------- | -- | - | - | - | -- | -- | ---- | --- |
| +001, | Servette HC A               | 3  | 3 | 0 | 0 | 14 | 5  | +9   | 6   |
| +002, | HC Caux                     | 3  | 1 | 2 | 0 | 8  | 9  | -1   | 2   |
| +003, | Akademischer EHC Zürich (T) | 3  | 1 | 2 | 0 | 5  | 7  | -2   | 2   |
| +004, | Servette HC B               | 3  | 1 | 2 | 0 | 4  | 10 | -6   | 2   |

- En gras : qualifié pour la finale

### Groupe II
- HC Les Avants - CP Lausanne 6-0
- HC Les Avants - Villars HC 2-0
- CP Lausanne - Villars HC 5-0

| Clt   | Équipe        | PJ | V | D | N | BP | BC | Diff | Pts |
| ----- | ------------- | -- | - | - | - | -- | -- | ---- | --- |
| +001, | HC Les Avants | 2  | 2 | 0 | 0 | 8  | 0  | +8   | 4   |
| +002, | CP Lausanne   | 2  | 1 | 1 | 0 | 5  | 6  | -1   | 2   |
| +003, | Villars HC    | 2  | 0 | 2 | 0 | 0  | 7  | -7   | 0   |

- En gras : qualifié pour la finale

### Finale
- HC Les Avants - Servette HC A 5-1